# Europsko prvenstvo u vaterpolu – Beč 1950.
Vaterpolsko EP 1950. sedmo je izdanje ovog natjecanja. Održano je u Beču u Austriji od 20. do 27. kolovoza. Na njemu je Jugoslavija osvojila svoje prvo europsko odličje.

## Konačni poredak
| Mj. | Država      |
| --- | ----------- |
| 1.  | Nizozemska  |
| 2.  | Švedska     |
| 3.  | Jugoslavija |
| 4.  | Italija     |
| 5.  | Austrija    |
| 6.  | Francuska   |
| 7.  | Švicarska   |

| Pobjednici             |
| ---------------------- |
| Nizozemska Prvi naslov |